# Stobierna (Dębica)
Pour l’article homonyme, voir Stobierna (Rzeszów).
Stobierna est une localité polonaise de la gmina et du powiat de Dębica en voïvodie des Basses-Carpates.